# Fostul palat episcopal greco-catolic din Baia Mare
Fostul palat episcopal greco-catolic din Baia Mare este un monument istoric situat pe strada Vasile Lucaciu din Baia Mare, în imediata vecinătate a Catedralei Adormirea Maicii Domnului din Baia Mare.
Episcopul Alexandru Rusu a locuit timp de 18 ani în această clădire. În timp ce era plecat la Cluj și arestat acolo pe 18 octombrie 1948, reședința sa episcopală din Baia Mare a fost evacuată de Securitate. 
În fostul palat episcopal a fost instalată o fabrică de tricotaje. Imobilul a fost lăsat în paragină după 1994. În anul 2000 fabrica Tricomar a intrat în faliment, iar în 2017 o furtună a distrus acoperișul clădirii. Episcopia Greco-Catolică a Maramureșului a precizat într-un comunicat de presă din 2018 că a fost deposedată de imobil în mod abuziv, iar intrarea Tricomar în procedură de faliment, precum și  degradarea clădirii au început imediat după respingerea cererii de retrocedare.
În anul 2018 Consiliul Județean Maramureș a adoptat hotărârea de a nu-și exercita dreptul de preemțiune asupra imobilului respectiv, deși acesta este monument istoric.
Primăria Baia Mare a lansat la începutul anului 2025 o consultare publică pentru transformarea clădirii în hotel.